# 5ive Girls
Five Girls, reso graficamente come 5ive Girls è un film del 2006 diretto da Warren P. Sonoda.
Il film ha per protagonisti Ron Perlman, Jennifer Miller e Jordan Madley.

## Trama
Elizabeth è una ragazza che frequenta il San Marco, istituto femminile dove lavora, come docente di latino, padre Drake. Un giorno Elizabeth mostra i suoi disegni al prete, e lui è entusiasta nel vederne uno, bello e alquanto filosofico. Dopo che il sacerdote si è allontanato dalla classe, una forza oscura si manifesta capovolgendo la croce appesa e cercando di prendere il controllo di Elizabeth, ma senza riuscirci. Drake ritorna nella classe ma dentro non c'è nessuno, solo pozze di sangue. La scomparsa della ragazza causa la chiusura immediata della scuola.
Cinque anni dopo, la scuola riapre ma solo poche ragazze la frequentano. Tra queste c'è Alex, che ha il potere della telecinesi. La scuola è inoltre diretta da una preside alquanto severa, miss Pearce. Tra le altre ragazze che frequentano la scuola vi sono: Connie, interessata alla magia nera; Cecile, cieca ma dotata del potere del terzo occhio; Mara, che sa curare qualsiasi ferita e Leah che può passare attraverso gli oggetti. Anche padre Drake lavora ancora come insegnante di latino nella scuola, ma la sua vita è stata distrutta dalla morte di Elizabeth.
Ben presto si scoprirà che la signorina Pearce ha portato le ragazze nella scuola per un determinato motivo noto solo a lei. Le porte dell'edificio vengono inoltre sbarrate, facendo rimanere intrappolate tutte le ragazze dentro la scuola. Strane presenze si aggirano tra le varie classi, percepite da tutte le alunne. Tra queste vi è il fantasma di Elizabeth, che cerca di condurre Alex al terzo piano, dove però è vietato accedere. Quando Mara e Cecile lasciano delle tracce nell'entrata di questo piano, miss Pearce le nota e per questo punisce ingiustamente Alex.
Dopo aver cercato di parlare con padre Drake del fantasma di Elizabeth, le cinque ragazze entrano finalmente nel terzo piano della scuola, dove trovano un pentagono con del sangue al centro e le loro urine sparse ai cinque vertici. Miss Pearce ha fatto un patto con il Diavolo e usando la magia nera posiziona le ragazze ai vertici invocando un'oscura presenza, che passa da una ragazza all'altra, fino a quando si ferma su Connie, facendola svenire. Le ragazze, con un po' di difficoltà, riescono a scappare. Si scopre che dentro Connie c'è un demone, chiamato Legione (in realtà è più di uno). Esso ha stipulato un patto con miss Pearce: se ucciderà le cinque ragazze sua sorella Elizabeth verrà riportata in vita. Tre delle ragazze muoiono una dopo l'altra, padre Drake cerca di fermare il demone ma viene ucciso a sua volta.
Rimangono solo Alex e Mara, ma - dopo una scena amorosa tra le due - quest'ultima viene posseduta da Legione e ferisce l'amica con il proprio pugnale. Alex si ricorda che il pugnale di Mara era benedetto e lo estrae da sé per colpire l'amica, liberarla da Legione e trasferire successivamente questo demone su miss Pearce che muore trafitta da una croce. Nonostante la sconfitta di Legione il finale è alquanto tragico: Alex non riesce a sopravvivere al combattimento contro il demone e Mara tenta di riportarla in vita curandola, ma senza successo. Decide quindi di andarsene dalla scuola mettendo la parola fine a quello che è successo al suo interno. Ma non è finita: Virgil, il bidello, ritorna dentro la scuola e ad aspettarlo ci sarà Elizabeth - i due in realtà sono padre e figlia - riportata in vita da Legione, ma quando i due si abbracciano il demone appare sotto le spoglie di miss Pearce e uccide Virgil. Il film termina con le urla della ragazza, consapevole del fatto che non riuscirà mai a scappare dal demone.

## Distribuzione
Il film è stato distribuito in tutto il mondo nel 2006 direttamente in home-video.